# Beuchat
Beuchat International, o semplicemente Beuchat, è una società francese di attrezzature per immersione. Venne fondata nel 1934 a Marsiglia.

## Settori
- Immersione subacquea: Immersione sportiva, Immersione professionale e Sommozzatori,
- Pesca subacquea in apnea e Immersione in apnea,
- Snorkeling,

## Storia

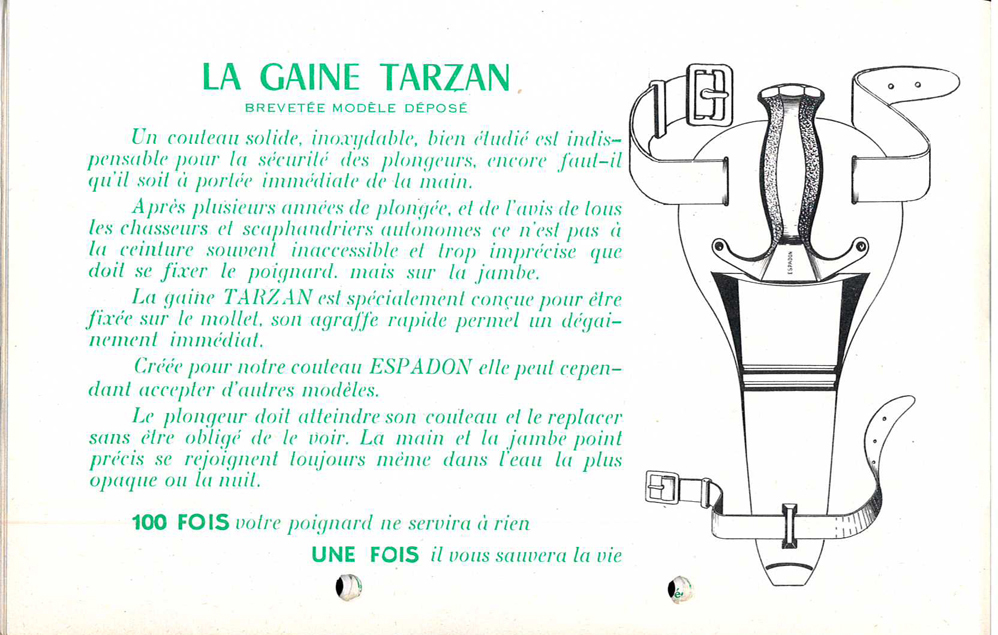
Tarzan Calf

L'azienda venne fondata nel 1934 da Georges Beuchat, di origine svizzera. Georges Beuchat fu un pioniere delle immersioni in Francia.
Nota anche come "Pêche Sport", "Beuchat", "Beuchat Sub" e "Beuchat International".
Georges Beuchat vendette la società nel 1982 a Alvarez de Toledo e al 202 dei Margnat.
Per alcuni anni fino al 2018, è stata presente la filiale italiana Beuchat Italia Srl, ubicata nel comune di Casarza Ligure, in provincia di Genova.

## Cronologia
- 1947: Tarzan fucile subacqueo
- 1948: Surface Buoy
- 1950: Tarzan camera housing
- 1950: Tarzan Calf cover
- 1953: Muta isotermica

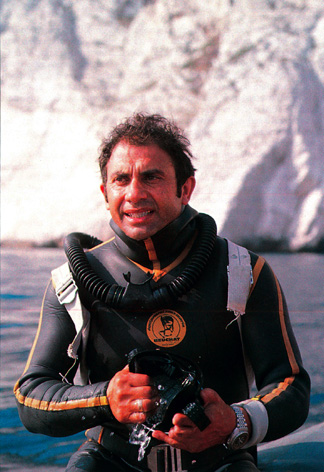
Albert Falco

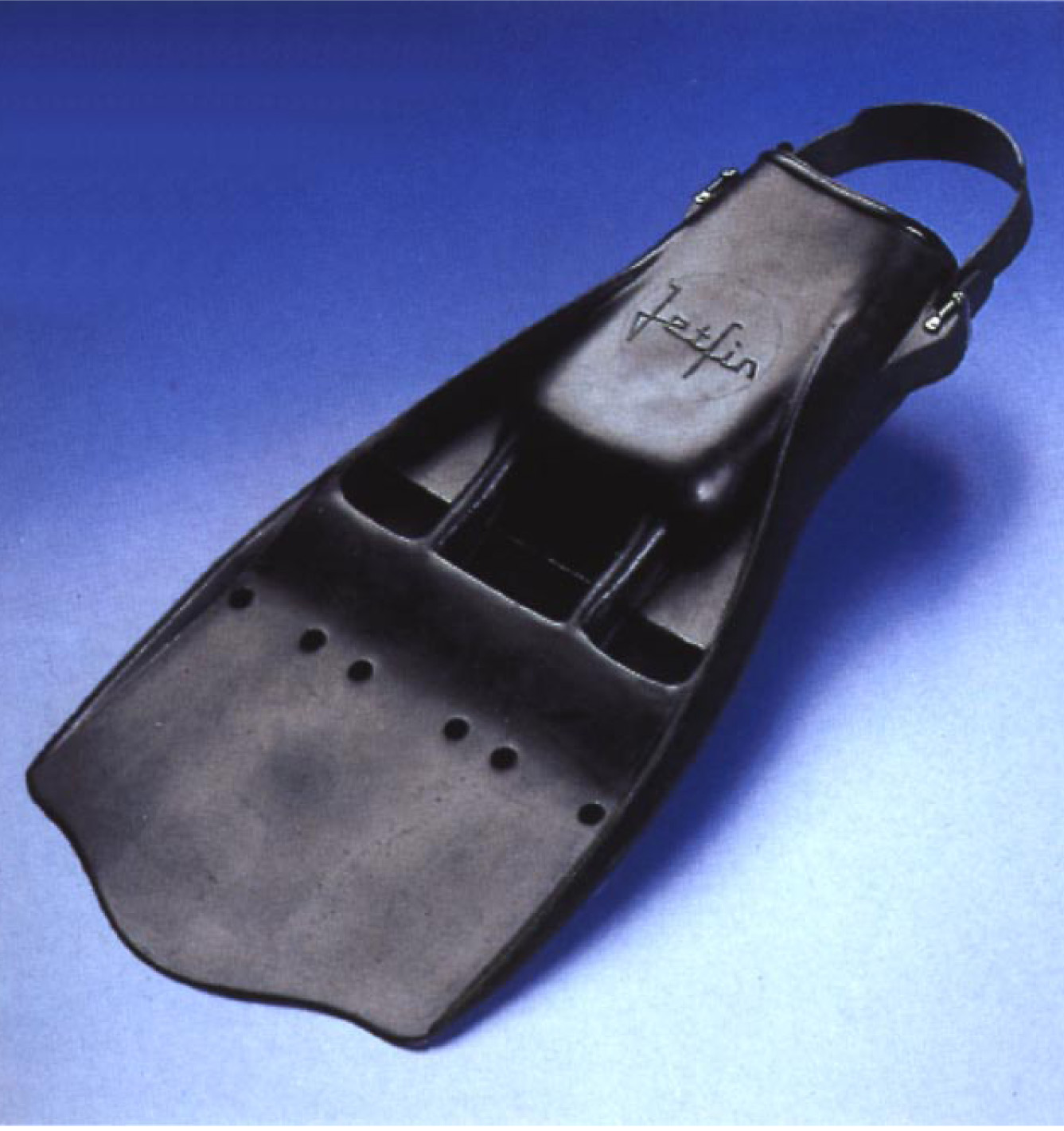
Jetfins

- 1958: Compensator (maschera a singolo vetro)
- 1960: Espadon nervure fins
- 1963: Tarzan muta
- 1964: Jetfins (prima al mondo ventilata. 100.000 vendute in pochi anni)
- 1964: Souplair regulator
- 1975: Marlin fucile subacqueo
- 1978: Atmos regulator
- 1985: Lyfty ruff buoy
- 1986: Aladin computer
- 1990: Acquisizione di Cavalero
- 1993: Oceane buoy
- 1998: CX1 diving computer (Comex Algorithm)
- 2001: Mundial Spearfishing
- 2007: Focea Comfort II
- 2007: Power Jet
- 2008: BCD Masterlift Voyager
- 2009: VR 200 Evolution regulator
- 2009: 75º anniversario
- 2010: Marlin Revolution fucile subacqueo - roller gun

## Beuchat pesca subacquea in apnea
Noti sono anche i prodotti per la pesca subacquea in apnea con vittorie date da campioni come Pedro Carbonell, Sylvain Pioch, Pierre Roy, Ghislain Guillou e Vladimir Dokuchajev.

## Vari

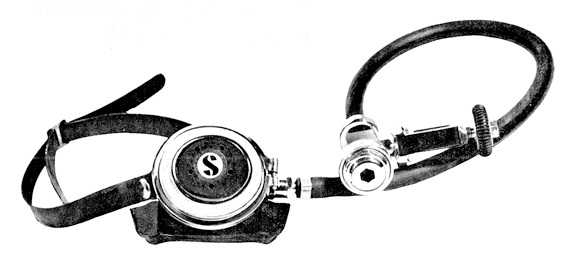
Souplair regulator Beuchat del 1964

Georges Beuchat riceve l'Exportation Award nel 1961.
Il logo Scubapro “S” deriva dal Beuchat “Souplair”.